# Vicenta Camacho Abad
Vicenta Camacho Abad (Osma -La Rasa, 1921-Madrid, 19 de julio de 2014) fue una activista sindical española, militante del Partido Comunista de España (PCE), Unión General de Trabajadores (UGT) y Comisiones Obreras (CCOO). Sufrió la represión franquista.

## Trayectoria
Hija de una familia de ferroviarios, el padre era guardagujas y la madre guardabarrera. Tenía dos hermanas y un hermano: Josefa, Nati y Marcelino Camacho Abad. La madre murió muy pronto, años después Nati y en 1941, Josefa.
En 1931, con diez años, Vicenta Camacho encabezó con la bandera la manifestación popular de Burgo de Osma, para conmemorar la proclamación de la Segunda República. Durante esos años, su padre y su hermano estuvieron afiliados al sindicato de ferroviarios de UGT. Al comenzar la Guerra civil, huyeron de su pueblo, que había quedado en la zona nacional, para ir a luchar con el bando republicano, pero fueron capturados y enviados a batallones disciplinarios. Vicenta y Josefa se marcharon a casa de unos familiares de Madrid donde trabajaron como modistas. En 1941 murió su hermana lo que agravó la situación familiar al tener a su padre y su hermano en prisión y una prima viuda con dos hijos pequeños.
En contacto con el PCE, participó en la divulgación y distribución de la revista Mundo Obrero, que hacían llegar a las cárceles. En 1943 fue detenida y, después de interrogatorios y torturas, fue juzgada en Consejo de Guerra y enviada a la cárcel de mujeres de Ventas y trasladada después a la cárcel de Segovia, donde estuvo recluida más de 8 años. Participó, junto con Manolita del Arco, Palmira Sanjuán, María Salvo, Soledad Real, Juana Doña y otras presas, en la huelga de hambre y otras acciones llevadas a cabo para mejorar sus condiciones de vida. Tras cumplir su pena, regresó a Madrid. Enferma y sin posibilidades de encontrar trabajo, volvió a coser a domicilio, sin dejar de militar en el PCE en la clandestinidad.
En 1957, su hermano Marcelino Camacho que, tras haber pasado por varios campos de concentración y prisiones, se había exiliado en Orán, regresó a España, con su esposa Josefina Samper.
En 1960, Camacho comenzó a colaborar con los amigos de la UNESCO, se implicó en la defensa de los derechos humanos y colaboró en la organización de lo que sería el sindicato de Comisiones Obreras. En 1964 se integró en el Movimiento Democrático de Mujeres (MDM) que ayudaba a los presos políticos. En 1970 fue detenida, junto con su cuñada Josefina Samper, por participar en la campaña de movilización contra el Proceso de Burgos. En 1972 fue multada, a raíz de su viaje a Italia, donde divulgó a los medios internacionales la situación de los encausados en el Proceso 1001.
En 1977, dos años después de la muerte del General Franco, pudo trabajar en el Hospital Ramón y Cajal de Madrid.  En 1987 se jubiló y militó en la Federación de Pensionistas y Jubilados. En 2012 participó en el I Congreso de víctimas del franquismo.  Murió en Madrid a los 93 años.